# 24-й «А» истребительный авиационный полк
24-й «А» истребительный авиационный полк (24-й «А» иап) — воинская часть Военно-воздушных сил (ВВС) Вооружённых Сил РККА, принимавшая участие в боевых действиях Великой Отечественной войны.

## Наименования полка

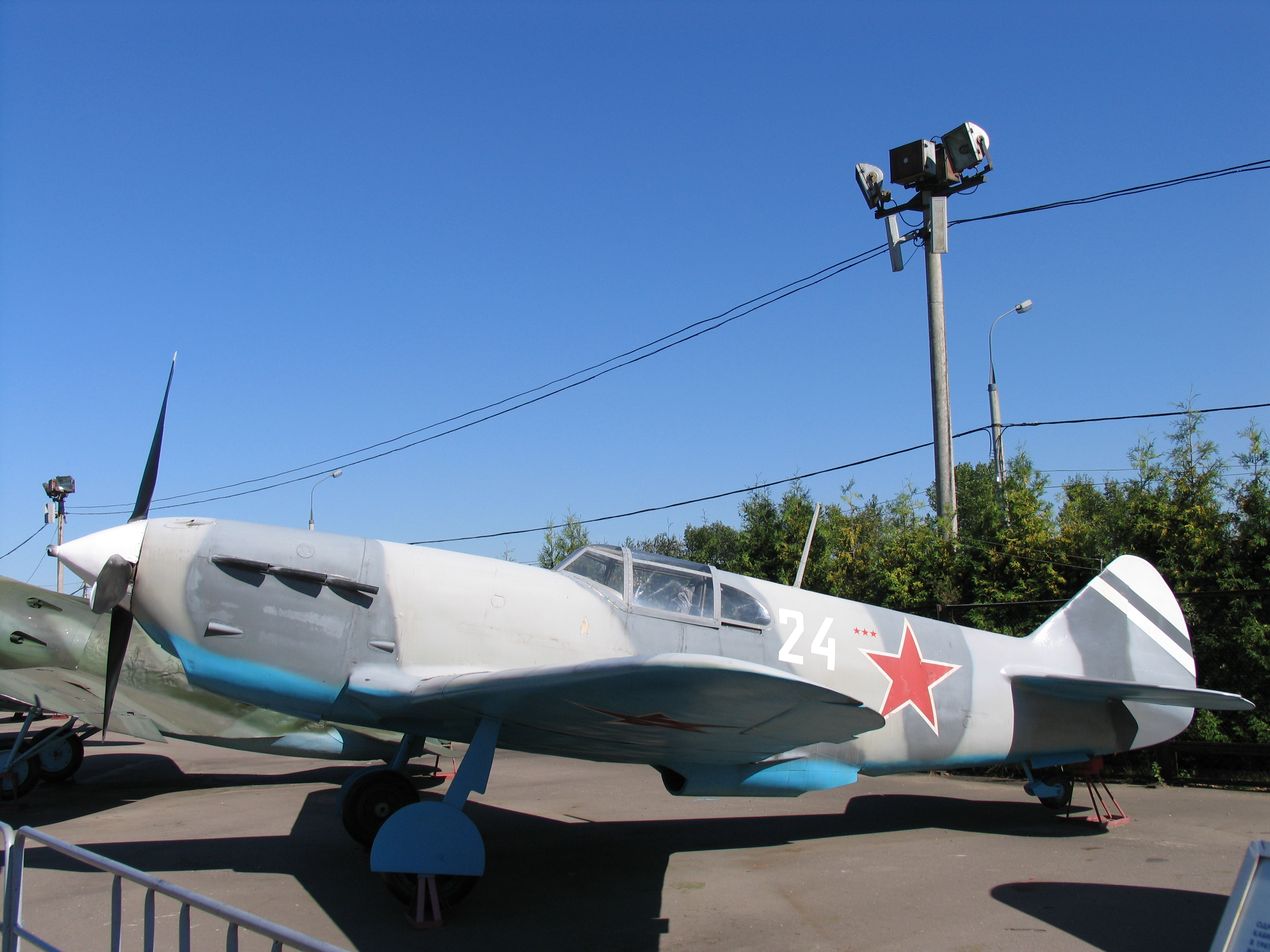
ЛаГГ-3

За весь период своего существования полк несколько раз менял своё наименование:
- 24-й «А» истребительный авиационный полк;
- 24-й "А" истребительный авиационный полк ПВО;
- 415-й истребительный авиационный полк (24.08.1941 г.);
- Полевая почта 10223.

## Боевой путь и история полка
24-й «А» истребительный авиационный полк сформирован в период с 24 июля по 1 августа 1941 года на основе состава 24-го истребительного авиационного полка 6-го истребительного авиационного корпуса ПВО на аэродроме Спас-Загорье (Спас-Лыкшино) Московской области по штату 015/174 на самолётах ЛаГГ-3. С 1 августа 1941 года в составе 6-го истребительного авиакорпуса ПВО Московской зоны ПВО вступил в боевые действия против фашистской Германии и её союзников на самолётах ЛаГГ-3.
7 августа 1941 года полком одержана первая известная воздушная победа в Отечественной войне: звеном ЛаГГ-3 (ведущий лейтенант Обухов) в воздушном бою в районе Вязьмы сбит немецкий бомбардировщик Dornier Do 215.
24-й «А» истребительный авиационный полк был переименован в составе 6-го истребительного авиационного корпуса ПВО в 415-й истребительный авиационный полк 24 августа 1941 года и передан из ПВО Территории Страны в ВВС КА с перебазированием на Северо-Западный фронт в состав 7-й смешанной авиадивизии на аэродром Инютино.
В составе действующей армии полк находился с 24 июля 1941 года по 25 августа 1941 года.

## Командиры полка
- майор Олейниченко Николай Александрович[1], 24.07.1941 — 07.1942 г.
- майор Бондаренко Алексей Васильевич[1], 08.1942 — 09.1942

## В составе соединений и объединений
| Период        | Фронт (округ)            | армия      | корпус                                    | примечание               |
| ------------- | ------------------------ | ---------- | ----------------------------------------- | ------------------------ |
| 24.07.1941 г. | Московский военный округ | ВВС округа | 6-й истребительный авиационный корпус ПВО | ЛаГГ-3                   |
| 24.08.1941 г. | Московский военный округ | ВВС округа | 6-й истребительный авиационный корпус ПВО | переименован в 415-й иап |

## Участие в операциях и битвах
- Осуществлял прикрытие города и военных объектов Москвы с воздуха, помимо выполнения задач ПВО вылетал на прикрытие своих войск, штурмовку войск противника, действуя в интересах командования наземных фронтов — с 24 июля 1941 года по 25 августа 1941 года

## Первая победа полка
Первая известная воздушная победа полка в Отечественной войне одержана 7 августа года: звеном ЛаГГ-3 (ведущий лейтенант Обухов) в воздушном бою в районе г. Вязьма сбит немецкий бомбардировщик Dornier Do 215.

## Статистика боевых действий
Всего за период существования 24-го «А» иап выполнено и сбито:
| Выполнено боевых вылетов | Сбито самолётов в воздухе | Уничтожено самолётов всего |
| ------------------------ | ------------------------- | -------------------------- |
| 457                      | 48                        | 50                         |

Свои потери:
| Потеряно самолётов, всего | Погибло лётчиков всего |
| ------------------------- | ---------------------- |
| 0                         | 0                      |